# Charles Moore (journaliste)
Pour les articles homonymes, voir Charles Moore et Moore.
Charles Hilary Moore, baron Moore d'Etchingham (né le 31 octobre 1956) est un journaliste britannique et ancien rédacteur en chef du Daily Telegraph, du Spectator et du Sunday Telegraph. Il est connu pour sa biographie autorisée de Margaret Thatcher, publiée en trois volumes (2013, 2016 et 2019). Sous le gouvernement de Boris Johnson, en juillet 2020, Moore reçoit une pairie devenant membre de la Chambre des lords.

## Jeunesse
Moore est né à Hastings, Sussex de l'Est. Il est issu d'une famille libérale. Sa mère est conseillère de comté pour le Parti libéral du Sussex et son père Richard est un rédacteur en chef du News Chronicle qui se présente sans succès pour le parti à plusieurs élections générales.
Alors qu'il est au Collège d'Eton en 1974, Moore écrit sur son appartenance aux libéraux dans le Eton Chronicle et aussi sur son goût pour la vraie bière. Pendant cette période, il est déjà un ami d'Oliver Letwin. Moore reste un libéral au début de la vingtaine.
Moore étudie à Trinity College, Cambridge, en même temps que Letwin. À Eton, il a également connu Nicholas Coleridge, qui est également à Trinity. Il étudie l'anglais et l'histoire et obtient son baccalauréat en 1979. Désormais partisan de la conservation architecturale, il est un admirateur du travail dans ce domaine du poète officiel John Betjeman.

## Début de carrière
En 1979, il rejoint le Daily Telegraph en tant que correspondant politique et, après une courte période dans la colonne de potins « Peterborough », il écrit sur la politique en moins de deux ans, à l'âge de 24 ans. En 1982, Moore écrit une brochure pour le Salisbury Group, intitulée The Old People of Lambeth (1982). Au lendemain de l'émeute de Brixton de 1981 (que Moore impute à une « immigration de masse mal planifiée ») Moore interroge des résidents blancs âgés de Lambeth sur leur expérience du crime, de la police, de l'immigration et de la politique . Moore écrit : « La population indigène de Lambeth ressent peu de sympathie naturelle pour les arrivants antillais. Sans avoir aucune théorie arrogante ou dogmatique de la supériorité raciale, les vieux de Lambeth peuvent voir de leurs propres yeux qu'ils sont entourés de gens plus primitifs qu'eux, qui manquent de respect pour la loi et la vie privée",,.
En septembre 2003, Moore lance une nouvelle rubrique, Beebwatch, qui, selon lui, « plongera dans les préjugés inconscients » de la société. "Les suppositions mentales de la BBC sont celles de la gauche assez molle, que la puissance américaine est une mauvaise chose, alors que l'ONU est bonne, que les Palestiniens ont raison et qu'Israël non, que la guerre en Irak est mauvaise, que l'Union européenne est une bonne chose et que les gens qui la critiquent sont xénophobes", déclare Moore.
Il défend des convictions climatosceptiques assumées.

## Rédacteur en chef

### The spectator
Deux ans après avoir rejoint The Spectator en tant que chroniqueur politique, Moore devient le rédacteur en chef du magazine en 1984, y restant jusqu'en 1990. Moore se voit confier ce rôle par le propriétaire, John « Algy » Cluff, dont la société Cluff Resources est spécialisée dans les « activités de soutien » pour l'extraction de pétrole et de gaz et est domiciliée avec un certain nombre de groupes de réflexion sur le déni du changement climatique.
Moore emploie Boris Johnson au Spectator, qui succèdera à Moore comme rédacteur en chef, puis devient maire de Londres, ministre des Affaires étrangères et Premier ministre du Royaume-Uni.
Moore co-édite A Tory Seer: The Selected Journalism of TE Utley, qui est publié en 1989.

### Rédacteur en chef duSunday Telegraph
Après The Spectator, il dirige The Sunday Telegraph de 1992 à 1995. Vers le début de cette période, à l'époque de la publication du livre d'Andrew Morton Diana: Her True Story, il apparait sur Newsnight pour discuter des difficultés conjugales du prince et de la princesse de Galles. Au grand étonnement du présentateur Jeremy Paxman, Moore déclare cela parce qu'il souhaite protéger la monarchie : « Je crois en l'importance de la dissimulation dans ces affaires et, si vous voulez, de l'hypocrisie. ».

### Rédacteur en chef duDaily Telegraph
Moore devient rédacteur en chef du Daily Telegraph en 1995. En 2001, son éditorial signé A Free Country est remarqué dans les médias. Dans cet article, il plaide en faveur de la chasse, de la pornographie, du droit d'employer qui on choisit, du droit à un procès devant jury et prône la légalisation du cannabis. Il impute un déclin de la « liberté » aux contrôles imposés pendant la Seconde Guerre mondiale et à Margaret Thatcher : « Si vous êtes en poste depuis longtemps, vous commencez toujours à croire qu'il faut avoir plus de pouvoir, et elle a sans aucun doute eu cette maladie. ».

## Fin de carrière
Depuis qu'il a quitté la direction du Daily Telegraph en 2003, pour passer plus de temps à écrire la biographie autorisée de Thatcher, Moore écrit des chroniques régulières au Spectator et au Daily Telegraph.

### Président de Policy Exchange (?-2011)
Moore est pendant plusieurs années président de Policy Exchange, un groupe de réflexion basé à Londres, avant de démissionner en juin 2011. En décembre 2007, il entre dans le débat sur The Hijacking of British Islam, un rapport de Policy Exchange que la BBC estime s'appuyer sur des preuves clairement fabriquées. Le 17 décembre 2007, le Times présente des excuses au Dr Muhammad Abdul Bari de la mosquée d'East London dans le cadre de sa couverture du rapport initialement défendu par Moore.
Le 31 juillet 2020, Moore reçoit une pairie à vie. Il prend son siège à la Chambre des lords le 17 septembre 2020, et siège en tant que non-affilié.

## Publications
Moore quitte son poste de rédacteur en chef du Daily Telegraph en 2003 pour passer plus de temps à écrire la biographie autorisée de Thatcher,. Toujours destiné à être publié après sa mort, le premier tome, intitulé Not For Turning, est publié en 2013 peu après ses obsèques (L'édition américaine de ce volume initial est renommée Margaret Thatcher, The Authorized Biography: From Grantham to the Falklands.). Moore ne sait pas exactement pourquoi il a été choisi pour écrire la biographie, mais pense que c'est probablement à cause de son âge, et parce qu'il connaissait tous les personnages principaux de l'époque de Thatcher au gouvernement, sans être particulièrement lié à l'un d'eux. Il est choisi par Thatcher, à son insu, sur une liste de noms qui lui ont été présentés .
Le premier volume de l'œuvre en trois volumes de Moore reçoit le prix Elizabeth Longford en 2014.
- Moore, Charles, & Simon Heffer, A Tory Seer: The Selected Journalism of T. E. Utley, London, Hamish Hamilton, 1989 (ISBN 9780241127285)
- Moore, Charles, Margaret Thatcher: The Authorised Biography, Volume One: Not for Turning, London, Allen Lane, 2013 (ISBN 9780713992823)
  - Moore, Charles, Margaret Thatcher: The Authorized Biography [Volume 1]: From Grantham to the Falklands, New York, Alfred A. Knopf, 2013 (ISBN 9780307958945)
- Moore, Charles, Margaret Thatcher: The Authorised Biography, Volume Two: Everything She Wants, London, Allen Lane, 2015 (ISBN 9780713992885)
  - Moore, Charles, Margaret Thatcher: The Authorized Biography [Volume 2]: At Her Zenith: In London, Washington, and Moscow, New York, Alfred A. Knopf, 2016 (ISBN 9780307958969)
- Moore, Charles, Margaret Thatcher: The Authorised Biography, Volume Three: Herself Alone, London, Allen Lane, 2019 (ISBN 9780241324745)
  - Moore, Charles, Margaret Thatcher: The Authorized Biography [Volume 3]: Herself Alone, New York, Alfred A. Knopf, 2019 (ISBN 9781101947203)

## Vie privée
Moore épouse Caroline Baxter (qu'il a rencontrée à l'université) en 1981 à Tunbridge Wells. Le couple a deux enfants.
Moore se convertit au catholicisme romain à la suite de la décision de l'Église d'Angleterre d'autoriser l'ordination de femmes prêtres en 1992,. Sa femme choisit de ne pas faire un tel mouvement et reste anglicane.
Moore est le fondateur-président de The Rectory Society qui se consacre à la préservation des presbytères passés et présents. Moore est également mécène de la Société pour la messe en latin en Angleterre et au pays de Galles.